# Conocybe echinata
Conocybe echinata är en svampart som först beskrevs av Josef Velenovský, och fick sitt nu gällande namn av Rolf Singer 1989. Conocybe echinata ingår i släktet Conocybe och familjen Bolbitiaceae.  Arten är reproducerande i Sverige. Inga underarter finns listade i Catalogue of Life.